# Prywatne lekcje II
Prywatne lekcje II (ang. Private Lessons II) – wydany w 1993 roku sequel komedii erotycznej Prywatne lekcje w której główną rolę grała Sylvia Kristel. Reżyserem tej części jest Akiyoshi Kimata, a w roli głównej wystąpiła polska aktorka Joanna Pacuła.

## Fabuła
Nastolatek Ken Soto jest załamany po śmierci matki i ma duże zaległości w szkole z języka francuskiego. Nauczycielka, w której chłopak potajemnie się kocha, namawia go, aby przez wakacje podszkolił język na prywatnych lekcjach, na które chłopaka stać, gdyż jest synem bogatego biznesmena. W domu pojawia się piękna Francuzka, Sophie Morgan. Między młodą kobietą, a nastolatkiem nawiązuje się nić sympatii, kobieta wprowadza go nie tylko w tajniki języka obcego, ale także miłości. Jednak szofer rodziny, życiowy nieudacznik, knuje podstępną intrygę.

## Obsada
- Joanna Pacuła jako Sophie Morgan
- Gorō Inagaki jako Ken Soto
- Masahiro Nakai jako Koji
- Stacy Edwards jako Pani Cooper
- Akira Emoto jako Oba
- Yōsuke Natsuki
- Hajime Hana
- Junji Takada
- Paul Maki
- Junji Inagawa
- Kenichi Okamoto
- Yuki Takahara
- Tomiko Ishii
- Etsuko Nami